# Chlorops pallidiventris
Chlorops pallidiventris är en tvåvingeart som först beskrevs av Oswald Duda 1933.  Chlorops pallidiventris ingår i släktet Chlorops och familjen fritflugor. Inga underarter finns listade i Catalogue of Life.